# Parlamentswahl in Syrien 2024
Die Wahl zum Volksrat in Syrien 2024 fand am 15. Juli 2024 statt. 250 Abgeordnete wurden für eine vierjährige Amtszeit in den Volksrat gewählt.
Sie war die letzte Wahl im baathistischen Syrien, welches nur wenige Monate nach der Wahl gestürzt wurde. Die syrische Übergangsregierung kündigte an, dass es im September 2025 Parlamentswahlen geben wird.

## Hintergrund
Seit einem Militärputsch 1963 war Syrien ein Einparteienstaat unter der Führung der Baath-Partei. Es gab einige Blockparteien, die aber de facto keine Macht hatten. Der Volksrat wurde weder unter demokratischen Bedingungen gewählt, noch hatte er tatsächliche Macht. Die vorangegangene Wahl fand 2020 statt. Gemäß der syrischen Verfassung musste der Volksrat nach Ablauf seiner vierjährigen Amtszeit neu gewählt werden. Präsident Baschar al-Assad setzte das Datum für die Wahl am 11. Mai 2024 auf den 15. Juli desselben Jahres fest.

## Wahlsystem
Die 250 Abgeordneten des Volksrates wurden in 15 Wahlkreisen, mit jeweils variierender Abgeordnetenanzahl, gewählt.
Aufgrund des seit 2011 stattfindenden syrischen Bürgerkriegs konnten sich zwar Kandidaten in den von Rebellen besetzten Gebieten zur Wahl aufstellen, die Wahl selbst fand allerdings nur in den von der syrischen Regierung kontrollierten Gebieten statt. Syrische Staatsbürger, die im Ausland lebten, durften nicht an der Wahl teilnehmen.

## Ergebnis
Die Wahlergebnisse wurden am 18. Juli 2024 veröffentlicht. Von den 19.200.325 Wahlberechtigten nahmen 7.326.844 an der Wahl teil, womit die Wahlbeteiligung lediglich 38,16 % betrug. Dies stellt allerdings, im Vergleich zu der Wahlbeteiligung der vorangegangenen Wahl, einen Anstieg um etwa 5 Prozentpunkte dar. Die Nationale Progressive Front gewann 185 der 250 Sitze, wovon 169 an die Baath-Partei und 16 an verbündete Parteien gingen. Die restlichen 65 Sitze gingen an unabhängige Kandidaten.
| Partei                                                           | Anteil | Sitze | Innerh. |
| ---------------------------------------------------------------- | ------ | ----- | ------- |
| Nationale Fortschrittsfront                                      | 74 %   | 185   |         |
| - Arabisch-Sozialistische Baath-Partei                           | 74 %   | 185   | 169     |
| - Syrische Sozial-Nationalistische Partei                        | 74 %   | 185   | 3       |
| - Syrische Kommunistische Partei (Wisal-Farha-Bakdasch-Fraktion) | 74 %   | 185   | 2       |
| - Arabische Sozialistische Union                                 | 74 %   | 185   | 2       |
| - Sozialistische Unionisten                                      | 74 %   | 185   | 2       |
| - Syrische Kommunistische Partei (Yusuf-Faisal-Fraktion)         | 74 %   | 185   | 2       |
| - Bewegung Nationaler Pakt                                       | 74 %   | 185   | 2       |
| - Arabische Demokratische Unions Partei                          | 74 %   | 185   | 2       |
| - Demokratische Sozialistische Unions Partei                     | 74 %   | 185   | 1       |
| Unabhängige                                                      | 26 %   | 65    |         |
| Gesamt                                                           | 100 %  | 250   |         |
| Quelle: ntv                                                      |        |       |         |

## Regierungsbildung
Nach der Wahl ernannte Präsident Baschar al-Assad den ehemaligen Minister für Kommunikation und Informationstechnologie Mohammad Ghazi al-Dschalali zum Ministerpräsidenten Syriens.